# Jan Everts
Johannes Hendrikus Antonius (Jan) Everts (Amsterdam, 8 november 1899 – aldaar, 10 december 1993) was een Nederlands kunstenaar.
Everts woonde en werkte in Amsterdam aan de Lutmastraat 266. Hij was een leerling van H.M.Krabbé (avondschool), van Jan Wiegman, vooral van Louis Goudman, van de Rijksakademie van Beeldende Kunsten in Amsterdam (1927-1934) onder leiding van J.H.Jurres, H.J. Wolter en R.N. Roland Holst.
Everts schilderde, aquarelleerde, tekende en lithografeerde portret, landschap, bloemen en religieuze voorstellingen; ook glas in lood, wandschilderingen, geëtst glas en mozaïek. Verder beeldhouwde hij kruis- en Mariabeelden voor grafmonumenten en kerken. Tevens gaf hij les aan J. Elders, P.C. Gimpel en J.W. van Leeuwen.
Een voorbeeld van Everts glaskunst is het gebrandschilderde raam "De Heilige Stede" in de monumentale bestuurskamer van de voormalige KRO-studio aan de Emmastraat in Hilversum.
Een aantal werken van Everts is opgenomen in de collectie van Museum Catharijneconvent.

## Bron
- Pieter A. Scheen, Lexicon Nederlandse Beeldende Kunstenaars, 1750-1950, 1969.